# Воррен Де ла Рю
Воррен Де ла Рю (англ. Warren de la Rue; 18 січня 1815 — 19 квітня 1889) — англійський астроном.
Родився в Гернсі, освіту здобув у Парижі. У 1850 створив свою власну обсерваторію в Кенонбері (Лондон), у 1857 перевів її в Кренфорд (Міддлсекс). Згодом став паперовим фабрикантом.
Використовуючи незадовго до цього відкритий волого-колодієвий фотографічний процес, першим отримав фотографії Місяця і Сонця (1853). Сконструював фотогеліограф і збудував його на кошти Королівського товариства (1857). Спільно з Бальфуром Стюартом (директором обсерваторії в К'ю) проводив регулярне фотографування Сонця (1858—1872). У 1860 на фотографіях затемнення Сонця, зроблених в Іспанії, виявив зображення протуберанців і показав, що вони є сонячними утвореннями.
Золота медаль Королівського астрономічного товариства за роботи з дослідження Місяця. Його ім'ям названо кратер на місячній поверхні.